# セスト・カレンデ
セスト・カレンデ（伊: Sesto Calende）は、イタリア共和国ロンバルディア州ヴァレーゼ県にある、人口約1万1000人の基礎自治体（コムーネ）。

## 地理

### 位置・広がり

#### 隣接コムーネ
隣接するコムーネは以下の通り。括弧内のNOはノヴァーラ県所属を示す。
- アンジェーラ
- カドレッツァーテ・コン・オズマーテ (カドレッツァーテ, オズマーテ)
- カステッレット・ソプラ・ティチーノ (NO)
- コマッビオ
- ドルメッレット (NO)
- ゴラセッカ
- メルカッロ
- タイーノ
- ヴェルジャーテ

### 地震分類
イタリアの地震リスク階級 (it) では、4 に分類される
。

## 行政

### 分離集落
セスト・カレンデには、以下の分離集落（フラツィオーネ）がある。
- Abbazia, Lentate Verbano, Lisanza, Mulini, Oneda, San Giorgio, Sciuino